# Mario Maurer

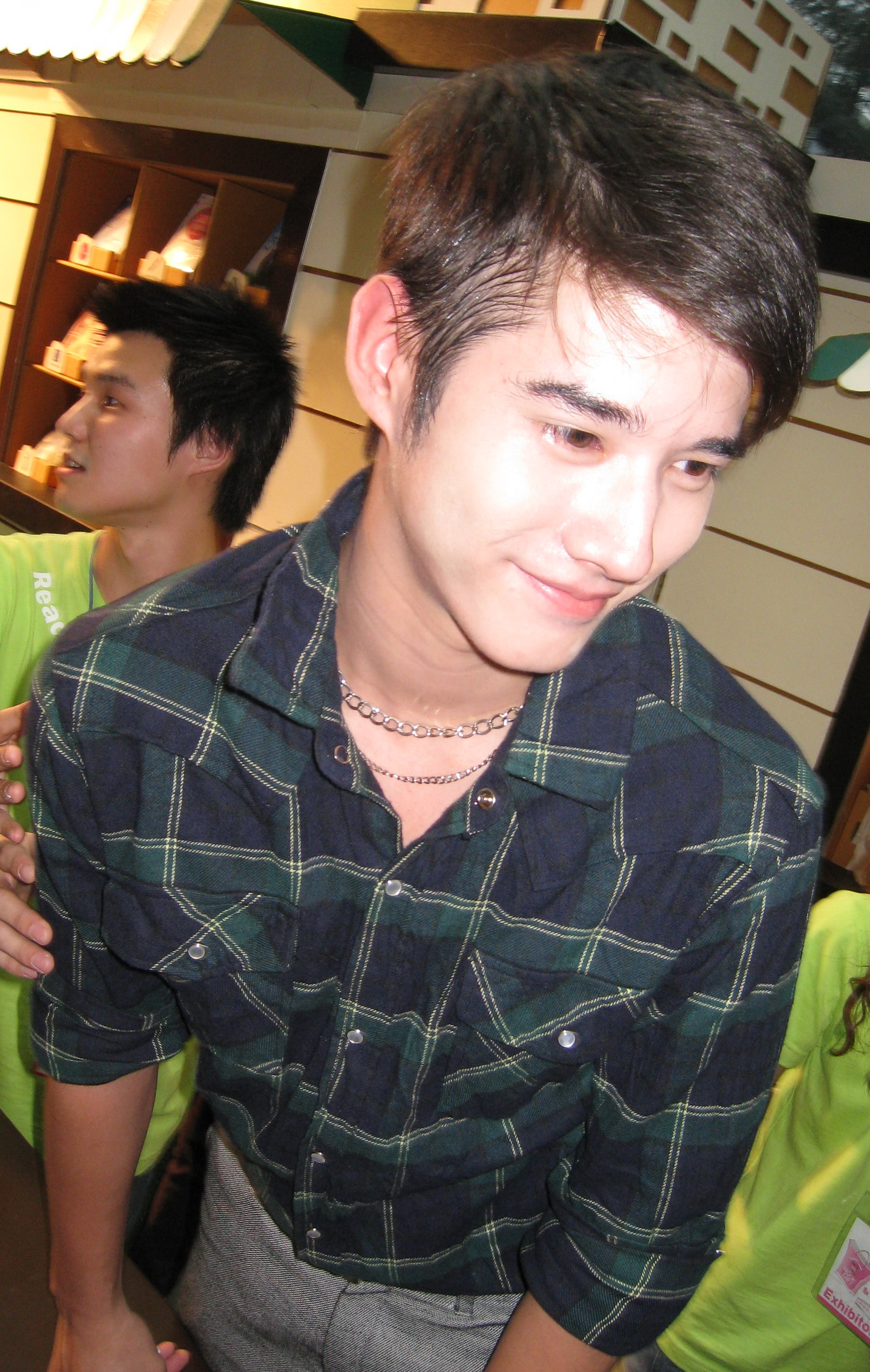
Mario Maurer

Mario Maurer (Thai: มาริโอ้ เมาเร่อ; * 4. Dezember 1988 in Bangkok) ist ein thailändisches Fotomodell und Filmschauspieler. 2007 wurde er mit einer Filmrolle in Asien über Nacht zum Star.

## Leben

### Jugend und Ausbildung
Er wurde als jüngerer von zwei Söhnen geboren. Sein Vater, Roland Maurer, war Deutscher, betrieb in der thailändischen Provinz Nakhon Nayok ein Kosmetik-Unternehmen, das Alaun-Deodorants für den Export produziert. Die Mutter, Warunya, ist ethnische Chinesin in Thailand. Sein Bruder Marco wurde in Deutschland geboren.
Maurer besuchte die katholische St. Dominic School in Bangkok. Inzwischen studiert er Grafikdesign an der Ramkhamhaeng-Universität in Bangkok.

### Model und Schauspieler
2005 begann er als Fotomodell zu arbeiten und trat in Werbespots sowie Musikvideos auf. Inzwischen hat er Werbeverträge mit Pepsi, Sony Ericsson, The Pizza Company und Honda.
2007 trat er erstmals in einem Spielfilm auf. In dem Coming-of-Age-Filmdrama The Love of Siam übernahm er die Rolle des Jugendlichen Tong, der eine homosexuelle Romanze mit dem Nachbarsjungen Mew eingeht. Der Film machte ihn über Nacht in Asien zum Star. Nicht nur in Thailand, sondern auch in China und auf den Philippinen verfügt er über eine große Fangemeinde. 2008 übernahm er Rollen in den Spielfilmen Friendship und 4 Romance.
Mit seinem Bruder Marco tritt er als Hip-Hop-Duo PsyCho & Lil’Mario auf. Im Oktober 2007 brachten sie ihre erste CD mit dem Titel Dem Crazy Boyz heraus.
Maurer engagiert sich für verschiedene soziale Projekte, unter anderem sammelt er Geld für Waisenkinder.

## Auszeichnungen
Für seine Rolle in The Love of Siam gewann er 2007 bei den Starpics Thai Film Awards den Preis als bester Schauspieler. 2008 wurde er dafür auf dem Cinemanila International Film Festival in der Kategorie Southeast Asia Film Competition ebenfalls als bester Schauspieler ausgezeichnet. Die Jury bescheinigte ihm ein „reifes schauspielerisches Repertoire“. Im Januar 2009 erhielt er bei den thailändischen Top Awards für seine Rolle in Friendship einen Publikumspreis als „aufgehender Filmstar“.